# 페트로바츠나모루

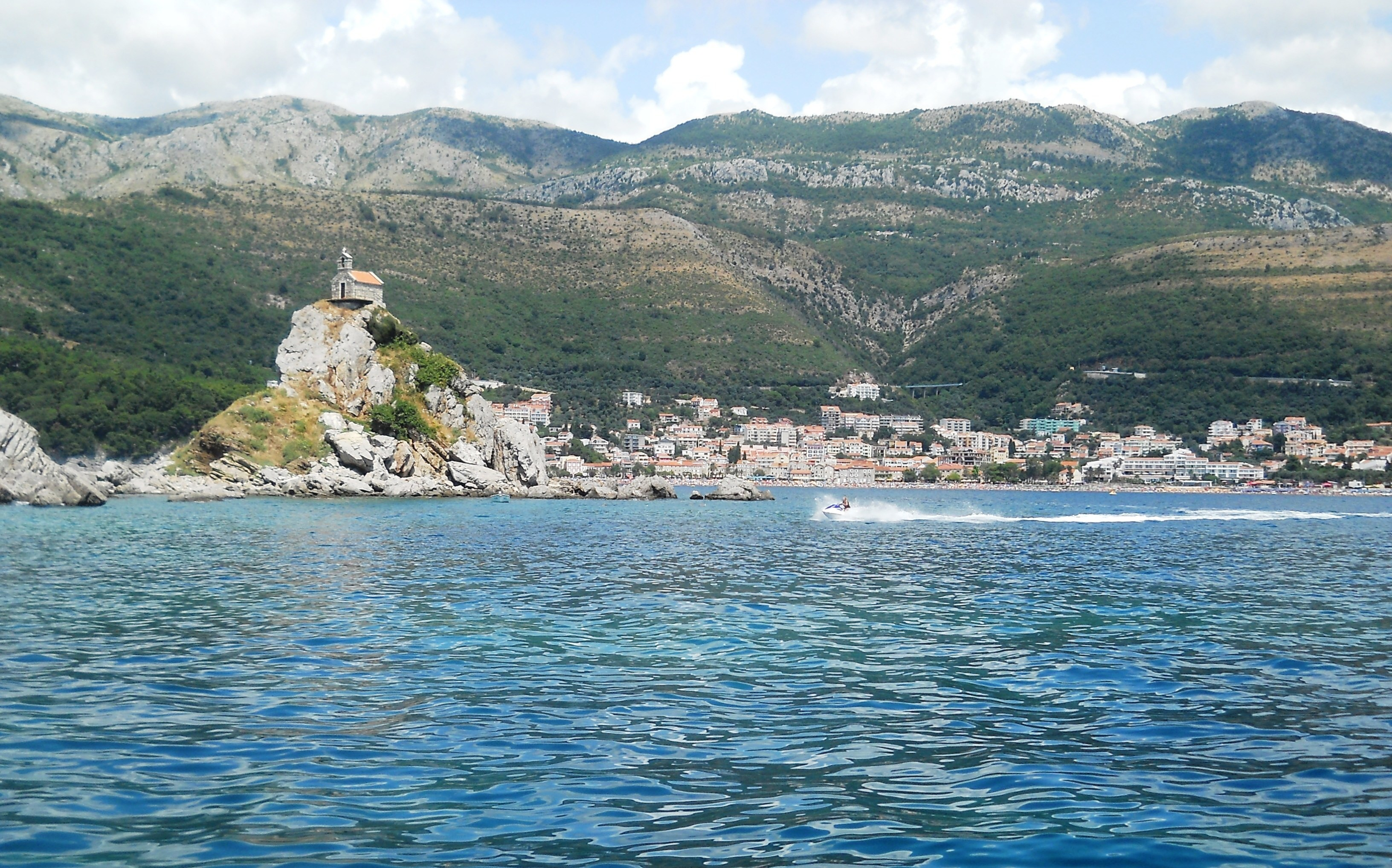
페트로바츠나모루

페트로바츠나모루(세르보크로아트어: Петровац на Мору / Petrovac na Moru, 이탈리아어: Castellastua 카스텔라스투아[*]) 또는 페트로바츠(세르보크로아트어: Петровац / Petrovac)는 아드리아해 연안과 접하고 있는 몬테네그로의 도시로 인구는 1,398명(2011년 기준)이다. 페트로바츠나모루는 몬테네그로어로 "바다와 접하고 있는 페트로바츠"를 뜻한다.
행정 구역상으로는 부드바 지방 자치체에 속하며 부드바와 바르의 중간 지점에 위치한다. 길이가 600m에 달하는 백사장을 가진 해변으로 유명한 휴양 도시이다.